# Метод шести кувшинов
«Метод шести кувшинов», или «Правило кувшинов» (англ. 6 Jars Budgeting Method), — одна из вариаций классического метода конвертов для составления бюджета. Данную систему управления капиталом описал Т. Харв Экер в своей книге «Думай как миллионер».
Суть данного метода заключается в распределении всех доходов по шести категориям (кувшинам), каждый из которых отвечает за свою статью расходов.
- 1-й кувшин. Необходимое или текущие траты (Necessity Account, NEC) — 55%. В этом кувшине находятся деньги на текущие расходы: продукты, коммунальные платежи, кредиты, лекарства, проезд, медицина и т.п. В основном, это все предметы первой необходимости.
- 2-й кувшин. Счёт развлечений (Play Account, PLAY) — 10%. Деньги из этого кувшина тратить с целью заботы о себе. Совершать покупки которые обычно не делаете. На деньги из этого кувшина можно сходить на массаж, в картинг-клуб, на концерт или отправиться на выходные. Побалуйте себя, доставьте себе удовольствие без угрызения совести за излишне потраченные деньги.
- 3-й кувшин. Счёт финансовой свободы (Financial Freedom Account, FFA) — 10%. Данный кувшин — это билет к вашей финансовой свободе. Деньги из этого кувшина не тратятся ни при каких условиях, а используются для инвестиций и получения пассивного дохода. Даже когда вы будете финансово свободны, тратить можно будет только прибыль.
- 4-й кувшин. Образовательный счёт (Education Account, EDU) — 10%. Из этого кувшина деньги тратятся на образование и развитие личности. Инвестиции в себя и детей — отличный способ использовать свои деньги. Деньги тратятся на оплату обучения, курсов, мастер-классов, тренингов, книг: на то, что имеет образовательную ценность. Самообразование дает вам больше возможностей не только для основной работы, но и для создания дополнительных и пассивных источников дохода.
- 5-й кувшин. Резервный фонд и счёт будущих покупок (Long Term Saving for Spending Account, LTSS) — 10%. На этом счету хранятся деньги, которые могут быть использованы и как финансовая подушка безопасности (резервный фонд), и как накопления на крупные расходы (отпуск, автомобиль, посудомоечная машина и т. п.). Деньги на этом счету позволят выдержать финансовые испытания, избежать долгов и чувствовать себя уверенно в завтрашнем дне.
- 6-й кувшин. Счёт подарков и благотворительности (Give Account, GIVE) — 5%. Деньги из этого кувшина нужно использовать на цели благотворительности либо на подарки друзьям, близким, соседям. Чем проще Вы расстаетесь с деньгами (не тратите их в пустую, а отдаете, дарите), тем быстрее они к Вам вернутся. Тем более, делать подарки всегда приятно.

## Рекомендации
- Данные процентные соотношения разделения денег по кувшинам являются условными. Распределяя сколько должно быть процентов в каждом кувшине, Вы должны опираться на свои потребности. Хотя данное распределение считается оптимальным.
- Никогда не берите деньги на расходы из кувшина, предназначенного для других трат.
- Не нужно стараться истратить все средства из «кувшина». Совершайте только нужные расходы. Если деньги остаются, они идут на следующий месяц — возможно, в следующий раз они понадобятся вам больше.
- Не обязательно использовать кувшины, можно конверты, шкатулки, а можно даже и банковские карты. Главное, Вам должно быть удобно.

## Сайты
- Дружи с финансами — центральный сайт по финансовой грамотности Министерства финансов РФ
- Daniel. 6 Jars Budgeting Method (англ.). The Financial Ghost (25 февраля 2019). Дата обращения: 1 июня 2020.